# Ce soir-là
"Ce soir-là" ("Aquela noite") foi a canção que representou o principado do Mónaco no Festival Eurovisão da Canção 1960 que se realizou em Londres em 25 de março daquele ano.
A canção foi interpretada em francês pelo cantor francês François Deguelt. Foi a oitava canção a ser interpretada na noite do evento, a seguir à canção da Áustria "Du hast mich so fasziniert", interpretada por François Deguelt e antes da canção helvética "Cielo e terra", cantada por Anita Traversi. A canção monegasca terminou em 3.º lugar (entre 13 participantes), tendo recebido um total de 15 pontos. No ano seguinte, em 1961, o Mónaco foi representado por Colette Deréal que interpretaria a canção "Allons, allons les enfants".

## Autores
- Letrista: Pierre Dorsey
- Compositor: Hubert Giraud
- Orquestrador: Raymond Lefèvre

## Letra
A canção é de estilo chanson, estilo popular nos primeiros anos do concurso. Deguelt descreve a primeira noite que passou com sua amante e explica-lhe que ele percebeu, então, que "A vida nunca teria atração para mim / Longe de você/Ti". Depreende-se das letras, no entanto, que sua amante o deixou, desde então, o que resultou na sua eterna espera para seu retorno, a fim de reviver "aquela noite".